# منتخب
المُنتَخب، مصطلح يطلق على شخص انتُخب لمنصبٍ ولكن لم يؤد اليمين بعد للقيام بمهامهِ. على سبيل المثال، يُشار إلى الرئيس الذي يُنتخب ولم يُنصّب بعد على أنه «الرئيس المنتخب»، مثل الرئيس المنتخب للولايات المتحدة. بينما يُستخدم مصطلح مُعيَّن أو مُكلّف للإشارة إلى رئيس وزراء مُكلّف على سبيل المثال.